# الانتقام من الآخرين
الانتقام من الآخرين (بالكورية: 3인칭 복수) هو مسلسل تلفزيوني كوري جنوبي، من بطولة شين يي يون ولومون، عُرض على ديزني+ في 9 نوفمبر 2022.

## القصة
عندما تكتشف بطلة الرماية تشان مي أن هناك شيئًا مريبًا بخصوص انتحار شقيقها التوأم، ترفض تصديق استنتاجات الشرطة، وتقرر الانتقال إلى مدرسته، عازمة على كشف الحقيقة والقبض على قاتله، لكن طريقها يتقاطع مع سو هيون، فتى غامض مثقل بالمحن، يسعى لتحقيق العدالة بأساليبه الخاصة والخطيرة. معًا، يشكلان تحالفًا محفوفًا بالمخاطر، متحدين في هدف واحد وهو الانتقام ممن دمروا حياتهم، بغض النظر عن الثمن.

## طاقم التمثيل

### رئيسي
- شين يي يون بدور أوك تشان مي[4]
- لومون بدور جي سو هيون[5]

### داعم
- سيو جي-هون بدور سيوك جاي بوم[4]
- تشاي سانغ وو بدور كي أوه سيونغ[4]
- لي سو-مين بدور كوك جي هيون[4]
- جونغ سو بن بدور تاي سو يون[6]
- كيم جو ريونغ بدور جين سو جيونغ[7]
- يون أوه بدور إم سيونغ وو[8]
- وو يون بدور هونغ آه جيونغ[9]

## الإنتاج
المسلسل من إنتاج استوديو إس بي إس، وهو سلسلة أصلية لصالح منصة ديزني+ العالمية.

## الاستقبال
احتل المسلسل المركز الأول أسبوعيا بين فئة العروض الكورية على ديزني+ ، وفقاً لي FlixPatrol ، وهو موقع تجميع لترتيب مشاهدة المحتوى على منصات حول العالم. بالإضافة إلى ذلك، احتل المرتبة الأولى في إندونيسيا وتايوان وسنغافورة . حقق المسلسل أيضًا أعلى المشاهدات في مختلف البلدان الآسيوية، حيث احتل المرتبة الثالثة بشكل عام في اليابان وهونج كونج. بالاضافة إلى ذلك، تصدر بين فئة أكثر عروض ديزني+ مشاهدة عالمياً، احتل  4 مراكز من الأسبوع الماضي إلى المركز السادس عشر ، ومرة أخرى احتل المرتبة الأولى بين الأعمال الآسيوية.

## روابط خارجية
- الموقع الرسمي
 (بالإنجليزية)
- الانتقام من الآخرين على موقع IMDb (الإنجليزية)
- الانتقام من الآخرين على موقع فيلمافينيتي (الإسبانية)
- الانتقام من الآخرين على موقع قاعدة بيانات الفيلم (الإنجليزية)
- الانتقام من الآخرين على هانسينما